# Bogd (Bayankhongor)
Pour les articles homonymes, voir Bogd (homonymie).
Le sum de Bogd (mongol : ᠪᠣᠭᠳᠠ
ᠰᠤᠮᠤ, cyrillique : Богд сум, MNS : Bogd sum) est situé dans l'aimag (ligue) de Bayankhongor, en Mongolie.